# 南闸街道
南闸街道，是中华人民共和国江苏省无锡市江阴市下辖的一个乡镇级行政单位。

## 行政区划
南闸街道下辖以下地区：
紫金社区、花果村、谢南村、曙光村、涂镇村、南新村、南闸村、蔡泾村、观山村、泗河村、观西村和龙运村。